# Lise Delamare
Pour les articles homonymes, voir Delamare.
Jolyse Delamare, dite Lise Delamare, est une actrice française, sociétaire honoraire de la Comédie-Française, née le 9 avril 1913 à Colombes et morte à Suresnes le 25 juillet 2006,.

## Biographie
Fille d'un écrivain et pionnier de la radio (son père, George Delamare, 1881-1975, participa dès 1923 à la réalisation du Journal parlé), elle débute au théâtre en jouant le rôle de Mathilde dans Un caprice, d'Alfred de Musset, alors qu'elle est élève du Conservatoire national d'art dramatique, d'où elle sort en 1933, nantie d'un premier prix.
Elle entre à la Comédie-Française le 1er janvier 1934. Elle fait ses débuts la même année dans le rôle de Célimène, dans Le Misanthrope. Elle interprète ensuite des rôles de jeune première jusqu'en 1942, date à laquelle elle quitte la troupe. Elle y revient en 1944 et devient sociétaire en 1951. En mai 1946, elle part en tournée en Amérique du Sud avec Fernand Ledoux, Gisèle Casadesus, Betty Daussmond, et Tony Taffin, son mari (dont elle divorcera en 1953). Elle quitte la Comédie-Française en 1966, devenant sociétaire honoraire le 19 avril 1967. Elle est alors nommée professeur au Conservatoire national supérieur d'art dramatique. Patrick Chesnais, Nicole Garcia, Sabine Azéma, Francis Huster, Daniel Auteuil, Didier Bourdon et bien d'autres lui doivent leur formation théâtrale.
Sa carrière cinématographique commence dès 1933, dans Georges et Georgette et Viktor und Viktoria (même année et même réalisateur). Elle jouera notamment Marie-Antoinette d'Autriche dans le film La Marseillaise de Jean Renoir, la reine Anne d'Autriche dans Le Château perdu de Pierre Bost (aux côtés de Claude Jade et Michel Pilorgé) et Marie de Médicis dans Le Capitan d'André Hunebelle. Ses rôles principaux sont issus d'adaptations littéraires d'Alexandre Dumas, Honoré de Balzac ou tirés de personnages historiques célèbres.
Sa sœur, Rosine Delamare (1911-2013), est costumière au cinéma, à la télévision et au théâtre.
Elle fait don de son corps à la science et ses cendres sont inhumées dans la fosse commune du cimetière parisien de Thiais, dédiée à tous ceux qui ont donné leur corps à la science.

## Décoration
- Commandeur de l'ordre des Arts et des Lettres (1981)[4].

## Filmographie

### Cinéma
- 1933 : Georges et Georgette de Reinhold Schünzel et Roger Le Bon
- 1934 : Les Précieuses ridicules (moyen métrage) de Léonce Perret
- 1935 : Pension Mimosas de Jacques Feyder : Nelly
- 1936 : Notre-Dame-d'Amour de Pierre Caron : Roseline
- 1937 : Forfaiture de Marcel L'Herbier : Denise Moret
- 1938 : La Marseillaise de Jean Renoir : Marie-Antoinette
- 1941 : Péchés de jeunesse de Maurice Tourneur : Madeleine
- 1942 : La Duchesse de Langeais de Jacques de Baroncelli : Madame de Sérisy
- 1942 : La Symphonie fantastique de Christian-Jaque : Harriet Smithson
- 1942 : La Fausse Maîtresse de André Cayatte : Hélène
- 1942 : Le Destin fabuleux de Désirée Clary de Sacha Guitry : Joséphine de Beauharnais
- 1943 : Le Comte de Monte Cristo de Robert Vernay : Haydée
- 1943 : La Valse blanche de Jean Stelli : Hélène
- 1944 : Graine au vent de Maurice Gleize : Fernande
- 1944 : Le Père Goriot. Réalisation Robert Vernay : La Vicomtesse de Beauséant
- 1945 : Farandole de André Zwobada : Blanche
- 1946 : Lunegarde de Marc Allégret : Madame de Vertume
- 1946 : Raboliot de Jacques Daroy : Flora
- 1946 : Le Capitan de Robert Vernay : Léonora Galigai
- 1947 : Monsieur Vincent de Maurice Cloche : Françoise Marguerite de Silly, comtesse de Joigny
- 1949 : Un certain monsieur de Yves Ciampi : Madame Lecorduvent
- 1951 : Le Roi du bla bla bla de Maurice Labro : Lucienne Lafare
- 1955 : Les Grandes Manœuvres de René Clair : Juliette Duverger
- 1955 : Lola Montès de Max Ophüls : Madame Craigie, mère de Lola
- 1957 : Escapade de Ralph Habib : Madame Mercenay
- 1957 : Nathalie de Christian-Jaque : La Comtesse de Lancy
- 1960 : Il suffit d'aimer de Robert Darène : La mère supérieure
- 1960 : L'Ennemi dans l'ombre de Charles Gérard : La marquise
- 1960 : Le Capitan de André Hunebelle : Marie de Médicis
- 1961 : Vive Henri IV… vive l'amour ! de Claude Autant-Lara : Madame de Montglat
- 1961 : Les Démons de minuit de Marc Allégret et Charles Gérard
- 1969 : Clérambard de Yves Robert : Madame de Lere
- 1973 : Salut l'artiste de Yves Robert : Une comédienne
- 1989 : Baxter de Jérôme Boivin : Madame Deville

### Télévision
- 1971 : Père de Jeannette Hubert (Téléfilm) : Diane
- 1972 : Les Boussardel de René Lucot (série télévisée) : Tante Emma
- 1973 : Le Château perdu de François Chatel (Téléfilm) : Anne d'Autriche
- 1974 : L'Ange de la rivière monte de Édouard Logereau (Téléfilm) : Géraldine Létendard
- 1974 : La voleuse de Londres (Téléfilm) : La tenancière
- 1978 : Les Grandes Conjurations : Le connétable de Bourbon de Jean-Pierre Decourt (Téléfilm) : Anne de France
- 1980 : La Folle de Chaillot de Georges Paumier (Téléfilm) : La folle de Passy
- 1983 : Le Tartuffe de Marlène Bertin (Téléfilm) : Mme Pernelle
- 1981 : Adieu ma chérie de Serge Friedman (Téléfilm) : Marguerite
- 1991 : La Florentine de Marion Sarraut (série télévisée)
- Au théâtre ce soir (série télévisée) :
  - 1968 : Mademoiselle de Jacques Deval, mise en scène Jacques-Henri Duval, réalisation Pierre Sabbagh, théâtre Marigny : Alice Galvoisier
  - 1972 : Un inspecteur vous demande de John Boynton Priestley, mise en scène Jacques Mauclair, réalisation Pierre Sabbagh, théâtre Marigny : Miss Birling
  - 1974 : Le Sexe faible d'Édouard Bourdet, mise en scène Jacques Charon, réalisation Georges Folgoas, théâtre Marigny : Isabelle
  - 1975 : On croit rêver de Jacques François, mise en scène de l'auteur, réalisation Pierre Sabbagh, théâtre Édouard VII : La duchesse
  - 1976 : Xavier ou l'héritier des Lancestre de Jacques Deval, mise en scène Robert Manuel, réalisation Pierre Sabbagh, théâtre Édouard VII : Isaure
  - 1979 : Libres sont les papillons de Leonard Gershe, adaptation Raymond Castans, mise en scène Raymond Gérôme, réalisation Pierre Sabbagh, théâtre Marigny : Mme Baker
  - 1982 : Le Caveau de famille de Pierre Chesnot, mise en scène Francis Joffo, réalisation Pierre Sabbagh, Théâtre Marigny : Marie

## Théâtre

### Comédie-Française
- Entrée à la Comédie-Française en 1934
- Sociétaire de 1951 à 1966
- 419e sociétaire
- Sociétaire honoraire en 1967

- 1936 : L'Âne de Buridan de Gaston Arman de Caillavet, Robert de Flers, mise en scène Pierre Bertin
- 1936 : L'École des maris de Molière, mise en scène Jean Croué
- 1937 : L'Illusion comique de Pierre Corneille, mise en scène Louis Jouvet, Comédie-Française, Isabelle
- 1938 : Le Fanal de Gabriel Marcel, mise en scène Pierre Dux
- 1938 : Les Fausses Confidences de Marivaux, mise en scène Maurice Escande
- 1938 : Un chapeau de paille d'Italie d'Eugène Labiche et Marc-Michel, mise en scène Gaston Baty
- 1938 : Ruy Blas de Victor Hugo, mise en scène Pierre Dux
- 1938 : Cantique des cantiques de Jean Giraudoux, mise en scène Louis Jouvet, la dame
- 1938 : Un chapeau de paille d'Italie d'Eugène Labiche et Marc-Michel, mise en scène Gaston Baty, Comédie-Française
- 1938 : Tricolore de Pierre Lestringuez, mise en scène Louis Jouvet
- 1938 : Cyrano de Bergerac d'Edmond Rostand, mise en scène Pierre Dux
- 1939 : Le Jeu de l'amour et du hasard de Marivaux, mise en scène Maurice Escande
- 1939 : Le Mariage de Figaro de Beaumarchais, mise en scène Charles Dullin, la comtesse
- 1939 : La Belle Aventure de Gaston Arman de Caillavet, Robert de Flers et Étienne Rey
- 1940 : On ne badine pas avec l'amour d'Alfred de Musset, mise en scène Pierre Bertin
- 1940 : La Nuit des rois de William Shakespeare, mise en scène Jacques Copeau
- 1941 : Noé d'André Obey, mise en scène Pierre Bertin
- 1941 : André del Sarto d'Alfred de Musset, mise en scène Jean Debucourt
- 1941 : Lucrèce Borgia de Victor Hugo, mise en scène Émile Fabre
- 1945 : Les Fiancés du Havre d'Armand Salacrou, mise en scène Pierre Dux
- 1945 : Antoine et Cléopâtre de William Shakespeare, mise en scène Jean-Louis Barrault
- 1946 : Un caprice d'Alfred de Musset, mise en scène Maurice Escande
- 1946 : Le Mariage de Figaro de Beaumarchais, mise en scène Jean Meyer
- 1946 : Les Fiancés du Havre d'Armand Salacrou, mise en scène Pierre Dux
- 1947 : Un chapeau de paille d'Italie d'Eugène Labiche et Marc-Michel, mise en scène Gaston Baty
- 1947 : Quitte pour la peur d'Alfred de Vigny
- 1949 : Le Prince travesti de Marivaux, mise en scène Jean Debucourt
- 1949 : Le Roi de Robert de Flers et Gaston Arman de Caillavet, mise en scène Jacques Charon
- 1949 : L'Homme de cendres d'André Obey, mise en scène Pierre Dux, au théâtre de l'Odéon
- 1950 : Les Sincères de Marivaux, mise en scène Véra Korène
- 1950 : La Double Inconstance de Marivaux, mise en scène Jacques Charon
- 1950 : Un conte d'hiver de William Shakespeare, mise en scène Julien Bertheau, Comédie-Française
- 1951 : Madame Sans-Gêne de Victorien Sardou, mise en scène Georges Chamarat
- 1951 : Douze Livres de James Matthew Barrie, mise en scène Daniel Lecourtois
- 1953 : Dardamelle ou le Cocu d'Émile Mazaud, mise en scène Henri Rollan
- 1955 : Port-Royal de Henry de Montherlant, mise en scène Jean Meyer
- 1955 : Est-il bon ? Est-il méchant ? de Denis Diderot, mise en scène Henri Rollan
- 1955 : Aux innocents les mains pleines d'André Maurois, mise en scène Jacques Charon
- 1956 : Les Femmes savantes de Molière, mise en scène Jean Meyer
- 1956 : La Machine à écrire de Jean Cocteau, mise en scène Jean Meyer, Comédie-Française, salle Luxembourg : Solange
- 1956 : Le Demi-monde d'Alexandre Dumas fils, mise en scène Maurice Escande, Comédie-Française[5]
- 1957: Amphitryon de Molière, mise en scène Jean Meyer
- 1961 : Les Mœurs du temps de Bernard-Joseph Saurin, mise en scène Maurice Escande
- 1962 : L'Avare de Molière, mise en scène Jacques Mauclair, Comédie-Française
- 1966 : Un fil à la patte de Georges Feydeau, mise en scène Jacques Charon
- 1974 : L'Impromptu de Marigny de Jean Poiret, mise en scène Jacques Charon, Comédie-Française
- 1980 : La Folle de Chaillot de Jean Giraudoux, mise en scène Michel Fagadau
- 1987 : Monsieur chasse ! de Georges Feydeau, mise en scène Yves Pignot, création théâtre de la Porte-Saint-Martin et reprise Salle Richelieu[6]

### Hors Comédie-Française
- 1942 : Sodome et Gomorrhe de Jean Giraudoux, mise en scène Georges Douking, théâtre Hébertot : Ruth
- 1958 : Le Valet de quatre cœurs d'Albert Husson d'après Goldoni, mise en scène Charles Gantillon, théâtre des Célestins
- 1967 : Xavier de Jacques Deval, mise en scène Jacques-Henri Duval, théâtre Édouard VII
- 1968 : Roméo et Juliette de William Shakespeare, mise en scène Michael Cacoyannis, TNP théâtre de Chaillot, la nourrice[7]
- 1968 : ...Et à la fin était le bang de René de Obaldia, mise en scène Marcel Cuvelier, théâtre des Célestins
- 1969 : La Lune heureuse de Catherine Peter Scott, mise en scène Jean Meyer, théâtre des Célestins
- 1970 : Major Barbara d'après George Bernard Shaw, mise en scène Guy Rétoré, théâtre de l'Est parisien
- 1970 : Libres sont les papillons de Leonard Gershe, adaptation Raymond Castans, mise en scène Raymond Gérôme, théâtre Montparnasse : Mme Baker
- 1975 : Chat ! d'István Örkény, mise en scène Jean-Laurent Cochet, théâtre du Gymnase, Gisèle
- 1977 : Port-Royal d'Henry de Montherlant, mise en scène Jean Meyer, théâtre des Célestins
- 1977 : Le Sexe faible d'Édouard Bourdet, mise en scène Jean Meyer, théâtre des Célestins
- 1981 : Le Misanthrope de Molière, mise en scène Jean Meyer, théâtre des Célestins
- 1983 : Les affaires sont les affaires d'Octave Mirbeau, mise en scène Pierre Dux, théâtre Renaud-Barrault